# انجمن بازنشستگان آمریکا
انجمن بازنشستگان آمریکا (انگلیسی: American Association of Retired Persons) یا ای‌ای‌آرپی (انگلیسی: AARP) یک گروه ذی‌نفوذ در ایالات متحده آمریکا است که بیش از ۳۸ میلیون نفر عضو دارد. این انجمن در سال ۱۹۵۸ توسط اتل پرسی اندروس و لئونارد دیویس ایجاد شد.
ای‌ای آرپی یک سازمان غیرانتفاعی از نوع ۵۰۱ سی و معاف از مالیات است و ستاد اصلی آن در واشینگتن است. این سازمان در تمامی ایالات آمریکا به علاوه پورتوریکو و جزایر ویرجین دفاتری دائر کرده‌است.